# 陳芸宗
陳芸宗（陳藝宗、ちんげいそう、ベトナム語: Trần Nghệ Tông）は、陳朝大越の第9代皇帝。名は陳 暊（ベトナム語：Trần Phủ / 陳暊）、または陳 叔明（ベトナム語：Trần Thúc Minh / 陳叔明）とも。

## 生涯
第5代皇帝・明宗の三男。即位前は恭定王に封ぜられていた。大定2年（1370年）、暴政を敷いていた婿の楊日礼を廃して即位した。紹慶3年（1372年）、弟の陳曔（睿宗）に譲位して太上皇となった。譲位した後も実権を握り続け、睿宗の死後はその子の陳晛を、後に陳晛を廃して自身の子の陳顒（順宗）を擁立した。
しかし国内では重臣の離反と悪政による反乱が相次ぎ、国外ではチャンパの侵攻を受けることとなる。このような中で芸宗は、重臣の多くを粛清するなどの悪政をさらに繰り広げて、陳朝の衰退を決定的なものにしてしまう。
生母の甥である黎季犛を寵信して重用し、黎季犛もまたその信頼にこたえてよくチャンパを防いだが、芸宗死後の黎季犛はしだいに野心を増し、後の陳朝の滅亡に繋がることになる。

## 宗室

### 后妃
- 恵懿夫人（淑徳皇后を追贈された）
- 宸妃黎氏

### 子女
- 男子：陳頊、簡定帝 陳頠、荘定王 陳𩖃（重光帝の父）、順宗 陳顒
- 女子：陳淑美（天徽公主）、荘徽公主、宣徽公主、紹寧公主、公主（楊日礼の妃）